# Chi Chi Igbo
"Chi-Chi" Igbo (sinh ngày 1 tháng 5 năm 1986 tại Isiochi, bang Abia) là một cầu thủ bóng đá người Nigeria. Hiện nay, cô đã giã từ sự nghiệp thi đấu và nghỉ hưu.

## Sự nghiệp cấp Câu lạc bộ=
Igbo bắt đầu sự nghiệp của mình vào năm 2000 bằng việc tham gia đội bóng FCT Queens of Abuja. Vào mùa hè năm 2002, cô tốt nghiệp cùng với đội của mình tại giải Capital Queen một giải đấu trẻ ở Đan Mạch mà người ta có thể giành chiến thắng. Bản thân Igbo được mệnh danh là người chơi giỏi nhất và cô đã chuyển khỏi đội bóng chỉ trong khoảng một năm sau đó, đến chơi bóng cho đội Fortuna Hjørring ở Đan Mạch. Ở Hjørring khi chỉ mới 15 tuổi, lần ra mắt cách chính thức tại giải đấu cao nhất của Đan Mạch, vào mùa hè năm 2003. Cô được bầu vào năm 2005 và 2011 cầu thủ của Giải đấu. Trong các mùa 2008/09 và 2009/10, cô cùng với đội Fortuna Hjørring giành được danh hiệu Đan Mạch.
Cô quyết định nghỉ hưu vào năm 2016, sau 14 năm tham gia thi đấu tai Fortuna Hjørring, đội bóng mà cô đã gắn bó và chơi 270 trận, cùng tham gia trong việc giành bốn chức vô địch và ba danh hiệu cúp.

## Sự nghiệp quốc tế
Từ năm 2004, cô chơi cho đội tuyển bóng đá quốc gia Nigeria. Cô đại diện cho đất nước của mình tham gia FIFA World Cup Bóng đá nữ 2007 tổ chức tại Trung Quốc.